# Mangala, Kunigal
Mangala là một làng thuộc tehsil Kunigal, huyện Tumkur, bang Karnataka, Ấn Độ.